# Luigi Florio
Luigi Andrea Florio (Asti, 7 aprile 1953) è un politico italiano. È stato sindaco di Asti dal 1998 al 2002 e parlamentare europeo esponente di Forza Italia.

## Biografia
Avvocato di formazione, ha esercitato la professione legale, specializzandosi in questioni relative alle piccole imprese. È stato per diversi anni caporedattore della rivista Il Duemila. A partire dal 1980 fu consigliere comunale di Asti per il Partito Liberale Italiano. Alle elezioni comunali di Asti del 1998 batté al ballottaggio il candidato del centro-sinistra Antonio Fassone.
È stato eletto deputato europeo alle elezioni del 1994 per le liste di Forza Italia. È stato vicepresidente della Delegazione per le relazioni con Israele, membro della Commissione giuridica e per i diritti dei cittadini, della Commissione per il regolamento, la verifica dei poteri e le immunità, della Delegazione per le relazioni con l'Estonia, la Lituania e la Lettonia.